# Alçay-Alçabéhéty-Sunharette
Alçay-Alçabéhéty-Sunharette település Franciaországban, Pyrénées-Atlantiques megyében. Lakosainak száma 207 fő (2022. január 1.). Alçay-Alçabéhéty-Sunharette Alos-Sibas-Abense, Aussurucq, Camou-Cihigue, Lacarry-Arhan-Charritte-de-Haut, Larrau, Lichans-Sunhar, Mendive és Béhorléguy községekkel határos.

## Népesség
A település népességének változása:
| Lakosok száma | 227  | 226  | 233  | 226  | 220  | 215  | 209  | 208  | 207  |
|               | 2013 | 2015 | 2016 | 2017 | 2018 | 2019 | 2020 | 2021 | 2022 |